# Parco della Palude di Onara
Il parco della Palude di Onara è un'area naturale protetta situata ad Onara a pochi chilometri dal fiume Brenta, nella provincia di Padova. Esso occupa circa 120 ettari, anche se oggi la parte di interesse naturalistico si è ridotta a meno di 30. La palude sorge in una zona percorsa dalla cosiddetta linea delle risorgive o dei fontanili, un tracciato immaginario caratterizzato dall'alternanza di terreni ghiaiosi, sabbiosi e argillosi della bassa pianura.

## Descrizione
La palude di Onara è un'ampia zona selvatica, attraversata dal fiume Tergola, che nasce nelle zone limitrofe. Essa è caratterizzata dalla presenza di un particolare e raro microclima, che permette alla vegetazione di resistere anche alle elevate temperature sotto lo zero. Inoltre è popolare anche per i suoi siti archeologici, elementi che fanno di essa un luogo di grande interesse culturale e naturalistico.

## Storia
In quest'oasi si possono ammirare i resti dell'antico oratorio appartenente al castello dei signori del luogo, gli Ezzelini da Onara, risalente all'anno Mille. Nel 1198, quando il castello fu distrutto dai padovani, gli Ezzelini iniziarono a chiamarsi con il nome dell'altro feudo in loro possesso: "da Romano". Le pietre del castello abbattuto vennero utilizzate per costruire le mura di un paese limitrofo, Cittadella, e si possono a tutt'oggi visitare.

## Flora
Grazie alla temperatura fredda delle polle di risorgiva che non supera mai i 14 °C nemmeno d'estate, si è potuto sviluppare un singolare biotopo, che si mantiene tutt'oggi con presenza di vegetazione legata all'ultima glaciazione detta Dryas. Nel parco inoltre si possono contare quattro tipi di ambienti differenti ovvero: i canaletti di drenaggio (terreni con acqua bassa), i prati torbosi, i prati umidi, i boschi igrofili, che permettono la crescita di diverse specie arboree, tra le quali l'ontano nero, da cui deriva il termine Onara.

## Strutture ricettive
All'interno del parco oggi è stato creato un percorso naturalistico attrezzato con passerelle e torrette da cui si possono ammirare le molteplici specie vegetali e animali presenti. Lungo il percorso vi sono anche alcune aree di ristoro attrezzate per pic nic, momenti ricreativi, didattici o di relax.
Dal 1994 la zona è sotto la tutela paesaggistica di interesse regionale.